# Русский футуризм
Русский футуризм — одно из направлений русского авангарда; термин, используемый для обозначения группы российских поэтов, писателей и художников, перенявших положения манифеста Томмазо Филиппо Маринетти.

## Основные черты
Основными чертами русского футуризма были: 
- бунтарство, анархичность мировоззрения, выражение массовых настроений толпы;
- отрицание культурных традиций, попытка создать искусство, устремлённое в будущее;
- бунт против привычных норм стихотворной речи, экспериментаторство в области ритмики, рифмы, ориентация на произносимый стих, лозунг, плакат;
- поиски раскрепощённого «самовитого» слова, эксперименты по созданию «заумного» языка.
- культ техники индустриальных городов.

## История

### Возникновение
Игорь Северянин первым из русских поэтов использовал слово «футуризм», предложив термин «эго-футуризм»; он выпустил в 1911 году сборник «Пролог. Эго-футуризм».
Но до этого уже были «будетляне», первый сборник которых «Садок судей 1» вышел в 1910 году, примерно тогда же, когда и манифест Маринетти. Летом 1910 года в Санкт-Петербурге, будетляне во главе с Давидом Бурлюком также стали называть себя группой «Гилея».
Членами «Гилеи» были Велимир Хлебников, Алексей Кручёных, Владимир Маяковский, Давид Бурлюк, Василий Каменский и Бенедикт Лившиц. В декабре 1912 года они выпустили манифест «Пощёчина общественному вкусу». Этот манифест призывал «бросить Пушкина, Достоевского, Толстого и проч., и проч., с парохода современности» и формулировал 4 права поэтов:

1. На увеличение словаря поэта  в  е г о  о б ъ ё м е  произвольными и производными словами (Слово — новшество).

2. Непреодолимую ненависть к существовавшему до них языку.

3. С ужасом отстранять от гордого чела своего из банных веников сделанный Венок грошовой славы.

4. Стоять на глыбе слова «мы» среди моря свиста и негодования.

### Расцвет
«Гилея» была самым влиятельным, но не единственным объединением футуристов: существовали также эго-футуристы во главе с Игорем Северяниным (Санкт-Петербург), «Центрифуга» (Москва), группы в Киеве, Харькове, Одессе, Баку. Члены «Гилеи» придерживались доктрины кубофутуризма; в его рамках появилась заумная поэзия, изобретённая Хлебниковым и Кручёных.

### Окончание периода «бури и натиска»
Некоторый кризис футуризм испытывал уже к концу 1914 года, после периода «бури и натиска».

«Добившись шумного успеха, скандальной славы, выпустив больше десятка книг, осуществив театральные постановки, футуристы чувствуют, что их историческая миссия выполнена».

Окончание этого периода было связано также и с тем, что в 1913—1914 годах добровольно ушли из жизни несколько поэтов-футуристов. Как например Иван Игнатьев, Надежда Львова, Всеволод Князев (1891—1913), Василий Комаровский (был близок к кругам футуристов) и Богдан Гордеев (Божидар), оба последних осенью 1914 года.

### Исчезновение
С установлением в России советской власти футуризм постепенно стал исчезать. Бывшие футуристы составили ядро ЛЕФа (Левого фронта искусств), распавшегося к концу 1920-х годов.
Многие из авторов эмигрировали (Давид Бурлюк, Игорь Северянин, Илья Зданевич, Александра Экстер), умерли (Велимир Хлебников, Александр Богомазов), покончили с собой (1930 — Владимир Маяковский), некоторые отошли от идеалов футуризма и выработали собственный, индивидуальный стиль (Николай Асеев, Борис Пастернак). Крученых с 1930-х годов, после гибели Маяковского и расстрела Игоря Терентьева, отходит от литературы и живёт продажей редких книг и рукописей, что тогда тоже далеко не приветствовалось.

### Поздние последователи
В конце 1920-х годов попытка возродить футуризм была предпринята объединением ОБЭРИУ.

## Футуризм в литературе

### Кубофутуризм
К поэтам-кубофутуристам относились Велимир Хлебников, Елена Гуро, Давид и Николай Бурлюки, Василий Каменский, Алексей Кручёных, Бенедикт Лившиц, Владимир Маяковский
Эгофутуризм
Помимо общего футуристического письма для эгофутуризма характерно культивирование рафинированности ощущений, использование новых иноязычных слов, показное себялюбие. Лидером движения был сначала Игорь Северянин. Позже им стал поэт Иван Игнатьев; в 1912 году он основал первое эгофутуристическое издательство «Петербургский глашатай»
К эгофутуризму также примыкали Георгий Иванов, Рюрик Ивнев, Петр Ларионов, Вадим Шершеневич, и стилистически приближавшийся к кубофутуризму Василиск Гнедов.
Имажинизм
Основная статья: Имажинизм
К поэтам-имажинистам относились Сергей Есенин, Вадим Шершеневич, Анатолий Мариенгоф.
Имажинисты призывали вернуть слову первоначальную ясность. Они считали, что цель творчества состоит в создании образа. Основное выразительное средство имажинистов — метафора, часто метафорические цепи, сопоставляющие различные элементы двух образов — прямого и переносного. Для творческой практики имажинистов характерен эпатаж, анархические мотивы.

### Биокосмизм
Основная статья: Биокосмизм
Ведущие представители Александр Агиенко и Александр Ярославский.

### «Мезонин поэзии»
Поэтическое объединение, созданное в 1913 году московскими эгофутуристами. В него входили Вадим Шершеневич, Рюрик Ивнев (М. Ковалёв), Лев Зак (псевдонимы — Хрисанф и Михаил Россиянский), Сергей Третьяков, Константин Большаков, Борис Лавренёв и целый ряд других молодых поэтов.
Идейным вдохновителем группы, а также самым энергичным её участником являлся Вадим Шершеневич. «Мезонин поэзии» считался в литературных кругах умеренным крылом футуризма.
Объединение распалось в конце 1913 года. Под маркой «Мезонин поэзии» вышло три альманаха: «Вернисаж», «Пир во время чумы», «Крематорий здравомыслия» и несколько сборников.

### «Центрифуга»
Московская футуристическая группа, образовавшаяся в январе 1914 года из левого крыла поэтов, ранее связанных с издательством «Лирика».
Основные участники группы — Сергей Бобров, Николай Асеев, Борис Пастернак.
Основной особенностью в теории и художественной практике участников группы было то, что при построении лирического произведения центр внимания со слова как такового перемещался на интонационно-ритмические и синтаксические структуры. В их творчестве органично соединялось футуристическое экспериментаторство и опоры на традиции.
Книги под маркой «Центрифуга» продолжали выходить до 1922 года.

## Влияние на культуру и оценки
В 2006 году в Санкт-Петербурге открылся Музей петербургского авангарда, в доме, где жил Матюшин на улице профессора Попова, дом 10.

## Русский футуризм в сравнении с итальянским
Русский футуризм, в отличие от итальянского, был более литературным направлением, хотя многие из поэтов-футуристов экспериментировали и с изобразительным искусством. С другой стороны, футуризм был источником вдохновения для некоторых авангардных русских художников, таких как Михаил Фёдорович Ларионов, Наталья Сергеевна Гончарова и Казимир Северинович Малевич. Примером совместной работы поэтов и художников стала футуристская опера «Победа над Солнцем», либретто которой написал Алексей Кручёных, а декорации оформил Казимир Малевич.
С точки зрения идеологии между итальянским и русским футуризмом также существовали различия. Итальянский футуризм воспевал милитаризм, а его лидера Маринетти упрекали в шовинизме и женоненавистничестве. Позже Маринетти стал сторонником итальянского фашизма. В то же время, представители русского футуризма характеризовались левыми и антибуржуазными убеждениями; ряд их приветствовал Октябрьскую революцию (Владимир Маяковский, Велимир Хлебников, Василий Каменский, Осип Брик, Николай Асеев, Василий Кандинский) и стремились развивать искусство в революционном духе. В русском футуризме немало антивоенных произведений, в противоположность милитаризму Маринетти (поэма «Война и мир» Маяковского, «Война в мышеловке» Хлебникова).

### Альбомы, каталоги, монографии, мемуары
- Горлов Н. Футуризм и революция: Поэзия футуристов. — М.: Государственное издательство, 1924. — 85 с. [Reprint: Letchworth; Herts: Prideaux Press, 1974].
- Лившиц Бенедикт. Полутораглазый стрелец. — Л.: Издательство писателей, 1933. — 300 с. — 5300 экз.
- Anfänge des russischen Futurismus / Hrsg. von D. Tschiž ewskij. — Wiesbaden: Otto Harassowitz, 1963. — 122 S.
- Markov V. Russian futurism: A history. — Berkeley and Los Angeles: University of California Press, 1968. — P. 467.
- Marcadé Jean-Claude. Le futurisme russe. — Dessain & Tolra, 1989. — 111 p. — (Collection Investigations). — ISBN 2249228515, 978-2249228513.
- Поэзия русского футуризма / Вступ. ст. В. Н. Альфонсова; Сост. и подгот. текста В. Н. Альфонсова и С. Р. Красицкого; Примеч. С. Р. Красицкого. — СПб.: Академический проект, 1999. — 752 с.
- Марков В. Ф. История русского футуризма / Перевод с английского В. Кучерявкина, Б. Останина. — СПб.: Алетейя, 2000. — 438 с. — 1500 экз.
- Русский футуризм и Давид Бурлюк, «отец русского футуризма» / Государственный Русский музей; Авторы статей: Евгения Петрова и др.; Автор-составитель каталога: Елена Баснер и др.; Автор-составитель хроники Ольга Шихирева; Фотографы: Владимир Дорохов и др.. — СПб.: Б. и., 2000. — 239 с.
- Петрова Евгения, Баснер Елена, Бурлюк-Холт Мэри Клер. Русский футуризм. — СПб.: Palace Editions, 2000. — 240 с. — ISBN 5-93332-25-0, 3-930775-91-3.
- Будетлянский клич: Футуристическая книга / Предисл. Стрижнёва С. Е.; Авт. ст. и коммент.: Аксенкин А. П., Зименков А. П., Карпов Д. В. и др.. — М.: Фортуна ЭЛ, 2006. — 144 с. — ISBN 5-9582-0015-1.
- Харджиев Н. И. От Маяковского до Кручёных: Избранные работы о русском футуризме / Сост. С. Кудрявцев. — М.: Гилея, 2006. — 557 с. — 1500 экз. — ISBN 5-87987-038-3.
- Русский футуризм: Стихи. Статьи. Воспоминания / Сост. В. Н. Терёхина, А. П. Зименков. — СПб.: Полиграф, 2009. — 832 с. — 2000 экз. — ISBN 978-5-91868-001-8.
- Зименков А. П., Пономарёва Е. Н. Футуристическая книга в собраниях московских коллекционеров. — М.: Контакт-Культура, 2010. — 256 с. — ISBN 978-5-903406-17-3.
- 1913. «Слово как таковое»: К юбилейному году русского футуризма. Материалы международной научной конференции (Женева, 10–12 апреля 2013 г.) / Редактор Пётр Казарновский; Составление и научная редакция Жан-Филиппа Жаккара и Анник Морар. — СПб.: Издательство Европейского университета, 2015. — 528 с. — 700 экз. — ISBN 978-5-94380-181-5.

### Статьи, интервью
- Лундберг Е. О футуризме // Русская мысль. — 1914. — № 3.
- Любитель. Бесстыжие... (На выставке футуристов) // Биржевые ведомости. — Петроград, 4 марта 1915 года.
- Шкловский В. Предпосылки футуризма // Голос жизни. — 1915. — № 18.
- Пунин Н. Футуризм — государственное искусство // Искусство коммуны: Издание Отдела Изобразительных Искусств Комиссариата Народного Просвещения. — 29 декабря 1918 года. — № 4.
- Faucherau S. Du futurisme russe // Europe. Revue Littéraire Mensuelle. — 1975. April. — № 53 (552). — P. 30—74.
- Marcadé J. C. Chronologie du futurisme russe // Europe. Revue Littéraire Mensuelle. — 1975. April. — № 53. — P. 209—220.
- Duganow R. Die Ästhetik des russischen Futurismus // Sieg über die Sonne: Aspekte russischer Kunst zu Beginn des 20. Jahrhunderts: Ausstellung der Akademie der Künste, Berlin, und der Berliner Festwochen vom 1. September bis 9. Oktober 1983  / Hrsg. Ch. Bauermeister u. a.. — Berlin: Frölich & Kaufmann, 1983. — S. 233—249.
- Аристархова Лада. Андрей Сарабьянов об истории футуризма // Культура. — 16 июня 2008 года.
- Горячева Т. В. Мифотворчество футуризма. О некоторых сюжетах и героях // Русский авангард в кругу европейской культуры. — М., 1994.
- Горячева Т. В. Утопии в искусстве русского авангарда: футуризм и супрематизм // Авангард в культуре XX века (1900—1930 гг.): Теория. История. Поэтика: В 2 кн. / Под ред. Ю. Н. Гирина. — М.: ИМЛИ РАН, 2010. — Т. 2. — С. 66—138. — ISBN 978-5-9208-0363-4.
- Терёхина В. Н. Русский футуризм: становление и своеобразие // Авангард в культуре XX века (1900—1930 гг.): Теория. История. Поэтика: В 2 кн. / Под ред. Ю. Н. Гирина. — М.: ИМЛИ РАН, 2010. — Т. 2. — С. 139—207. — ISBN 978-5-9208-0363-4.
- Земова Е. А. Современные издательские проекты воссоздания футуристической книги начала XX века // Архитектон: известия вузов. — 2015. — Март (№ 49).